# Cycas zambalensis
Espèce
Statut de conservation UICN

 CR A4ace : 
En danger critique
Statut CITES
Cycas zambalensis est une espèce de plantes de la famille des Cycadaceae, originaire des Philippines. Elle tire son nom de la province de Zambales. C'est une espèce très menacée et comprend que deux sous-populations très fragmentées, une dans la province de Zambale sur l'île de Luzon et l'autre est proche du baranggay Pundaquit de San Antonio (selon l'IUCN).

## Description
Cycas zambalensis pousse de manière confinée dans les prairies côtières, sèches selon la saison, sur des sols ultramafiques.
- Hauteur : en moyenne 3 m de haut.